# Wyssokopillja
Wyssokopillja (ukrainisch Високопілля; russisch Высокополье Wyssokopolje) ist eine Siedlung städtischen Typs mit 4200 Einwohnern (2017) im Norden der ukrainischen Oblast Cherson und war bis Juli 2020 das administrative Zentrum des Rajon Wyssokopillja. Der Ort hieß bis 1915 Kronau.

## Geographie

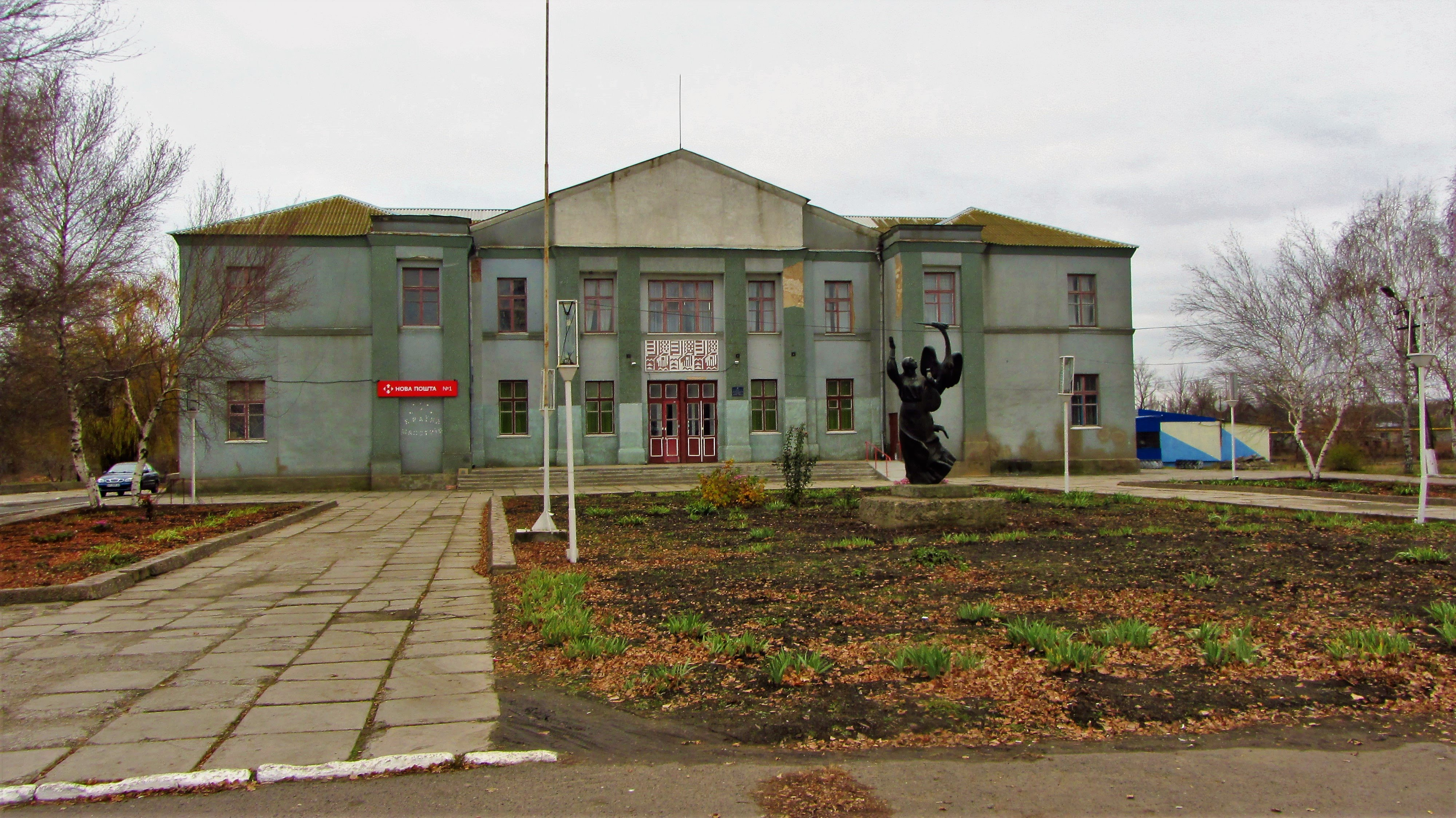
Gebäude im Ort

Der Ort liegt 30 km südwestlich von Apostolowe, 70 km südlich von Krywyj Rih und 165 km nordöstlich der Oblasthauptstadt Cherson.

## Geschichte
Die Siedlung wurde zwischen 1869 und 1870 von überwiegend evangelisch-lutherischen Deutschen aus dem Gebiet des Gouvernement Taurien und den Prischiber Mutterkolonien gegründet und erhielt den Namen Kronau.
1915 erhielt das Dorf seinen heutigen Namen und bekam 1957 den Status einer Siedlung städtischen Typs verliehen.
Nach dem Beginn des russischen Überfalls auf die Ukraine Ende Februar 2022 wurde der Ort im März 2022 von russischen Truppen eingenommen und im Zuge der ukrainische Gegenoffensive im September desselben Jahres von ukrainischen Truppen zurückerobert. Unter russischer Besatzung wurden einzelne Dorfbewohner gefoltert und teils ermordet.

## Verwaltungsgliederung
Am 17. Juli 2017 wurde die Siedlung zum Zentrum der neugegründeten Siedlungsgemeinde Wyssokopillja (ukrainisch Високопільська селищна громада/Wyssokopilska selyschtschna hromada); zu dieser zählten auch noch die zehn in der untenstehenden Tabelle angeführten Dörfer. Bis dahin bildete sie zusammen mit den Dörfern Knjasiwka (ehemalig deutsch Fürstenfeld), Potomkyne (ehemalig deutsch Landau) und Topolyne (ehemalig deutsch Nikolaital) die gleichnamige Siedlungsratsgemeinde Wyssokopillja (Високопільська селищна рада/Wyssokopilska selyschtschna rada) im Zentrum des Rajons Wyssokopillja.
Am 12. Juni 2020 kamen noch die Siedlung städtischen Typs Archanhelske sowie die zehn Dörfer Blahodatne, Blakytne, Iwaniwka, Marjine Mykolajiwka, Nowomykolajiwka, Nowopetriwka, Olhyne, Saritschne, Tschereschnewe  zum Gemeindegebiet.
Seit dem 17. Juli 2020 ist sie ein Teil des Rajons Beryslaw.
Folgende Orte sind neben dem Hauptort Wyssokopillja Teil der Gemeinde:
| Name                     | Name             | Name                                  |
| ukrainisch transkribiert | ukrainisch       | russisch                              |
| ------------------------ | ---------------- | ------------------------------------- |
| Archanhelske             | Архангельське    | Архангельское (Archangelskoje)        |
| Blahodatne               | Благодатне       | Благодатное (Blagodatnoje)            |
| Blakytne                 | Блакитне         | Блакитное (Blakitnoje)                |
| Dobrjanka                | Добрянка         | Добрянка                              |
| Fedoriwka                | Федорівка        | Фёдоровка (Fjodorowka)                |
| Iwaniwka                 | Іванівка         | Ивановка (Iwanowka)                   |
| Knjasiwka                | Князівка         | Князевка (Knjasewka)                  |
| Kostyrka                 | Костирка         | Костырка                              |
| Mala Schestirnja         | Мала Шестірня    | Малая Шестерня (Malaja Schesternja)   |
| Marjine                  | Мар'їне          | Марьино (Marjino)                     |
| Mykolajiwka              | Миколаївка       | Николаевка (Nikolajewka)              |
| Nowohryhoriwske          | Новогригорівське | Новогригоровское (Nowogrigorowskoje)  |
| Nowomykolajiwka          | Новомиколаївка   | Новониколаевка (Nowonikolajewka)      |
| Nowopetriwka             | Новопетрівка     | Новопетровка (Nowopetrowka)           |
| Nowowosnessenske         | Нововознесенське | Нововознесенское (Nowowosnessenskoje) |
| Olhyne                   | Ольгине          | Ольгино (Olgino)                      |
| Potjomkyne               | Потьомкине       | Потёмкино (Potjomkino)                |
| Saritschne               | Зарічне          | Заречное (Saretschnoje)               |
| Topolyne                 | Тополине         | Тополиное (Topolinoje)                |
| Tschereschnewe           | Черешневе        | Черешневое (Tschereschnewoje)         |
| Weremijiwka              | Вереміївка       | Веремиевка (Weremijewka)              |

## Bevölkerungsentwicklung
(Quelle:)
| 1904 | 1926 | 1959  | 1970  | 1979  | 1989  | 2001  | 2017  |
| ---- | ---- | ----- | ----- | ----- | ----- | ----- | ----- |
| 421  | 998  | 5.350 | 4.292 | 4.642 | 4.986 | 4.717 | 4.223 |